# 天主教博洛尼亚总教区
天主教博洛尼亚总教区是罗马天主教在意大利北部设立的一个总教区，1582年升格为总教区。主教座堂设在博洛尼亚。现任总主教是Carlo Cardinal Caffarra（2003年起）。 
博洛尼亚总教区是博洛尼亚教省的中心，附属教区包括：
- 天主教费拉拉-科马基奥总教区
- 天主教法恩扎-Modigliana教区
- 天主教伊莫拉教区

該总教区曾经产生过4任教宗，分別是儒略二世、额我略十五世、 本笃十四世和本笃十五世。 